# Scărișoara (Alba)
Scărişoara (in ungherese Aranyosfő) è un comune della Romania di 1 695 abitanti, ubicato nel distretto di Alba, nella regione storica della Transilvania.
Il comune è formato da un insieme di 14 villaggi: Bârlești, Botești, Fața-Lăzești, Florești, Lăzești, Lespezea, Maței, Negești, Preluca, Runc, Scărișoara, Sfoartea, Știuleți, Trâncești.